# 东德情结

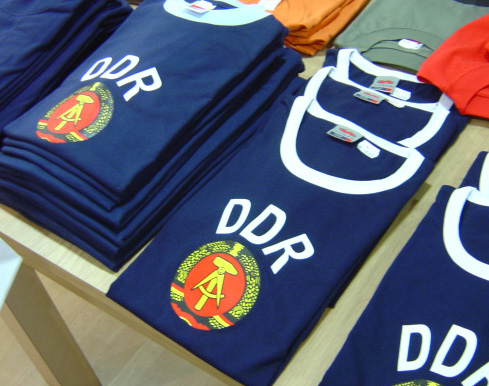
2004年在柏林出售的标有原德意志民主共和国德语缩写的东德足球隊隊服

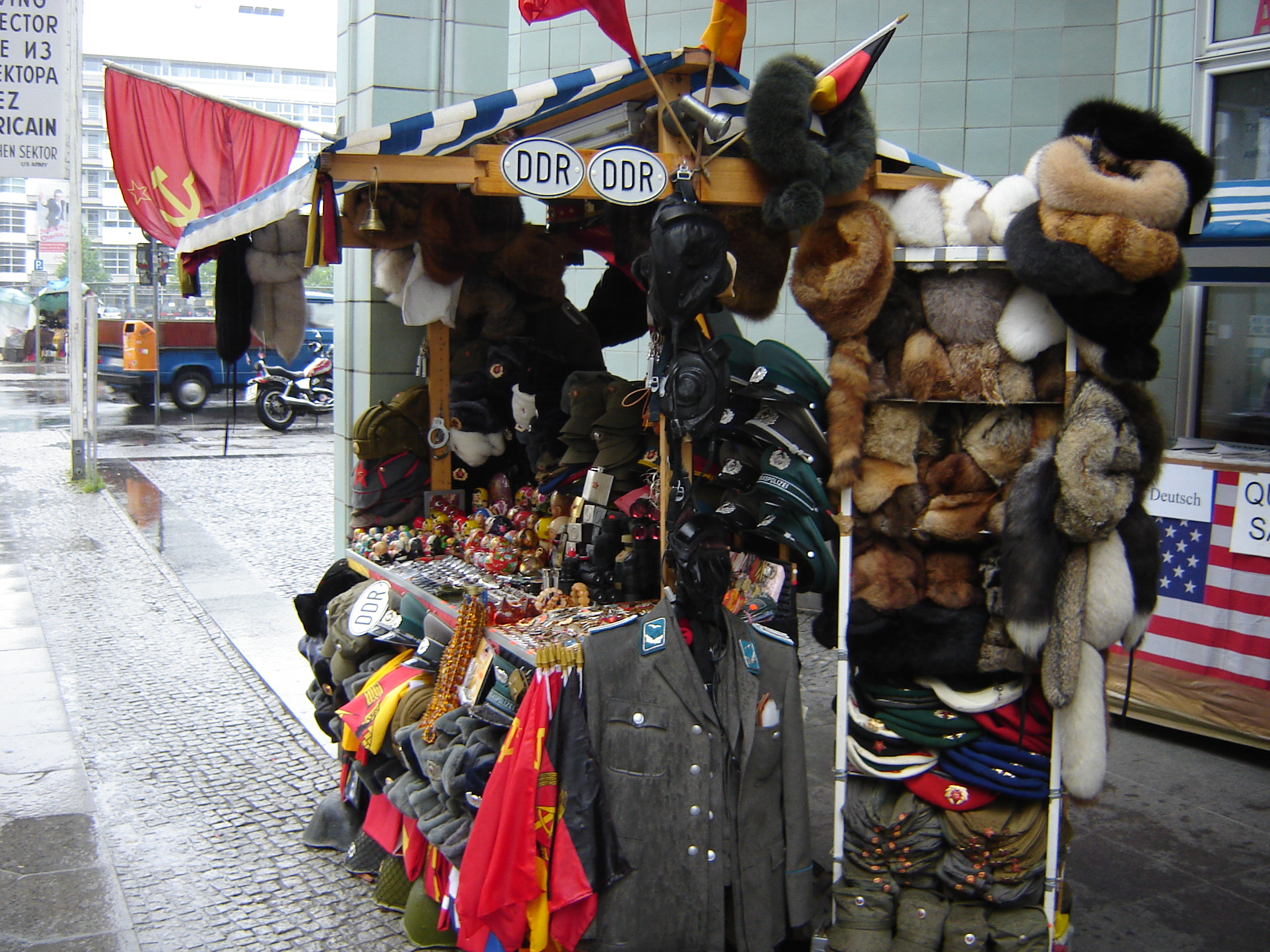
2006年在柏林有关东德的纪念品

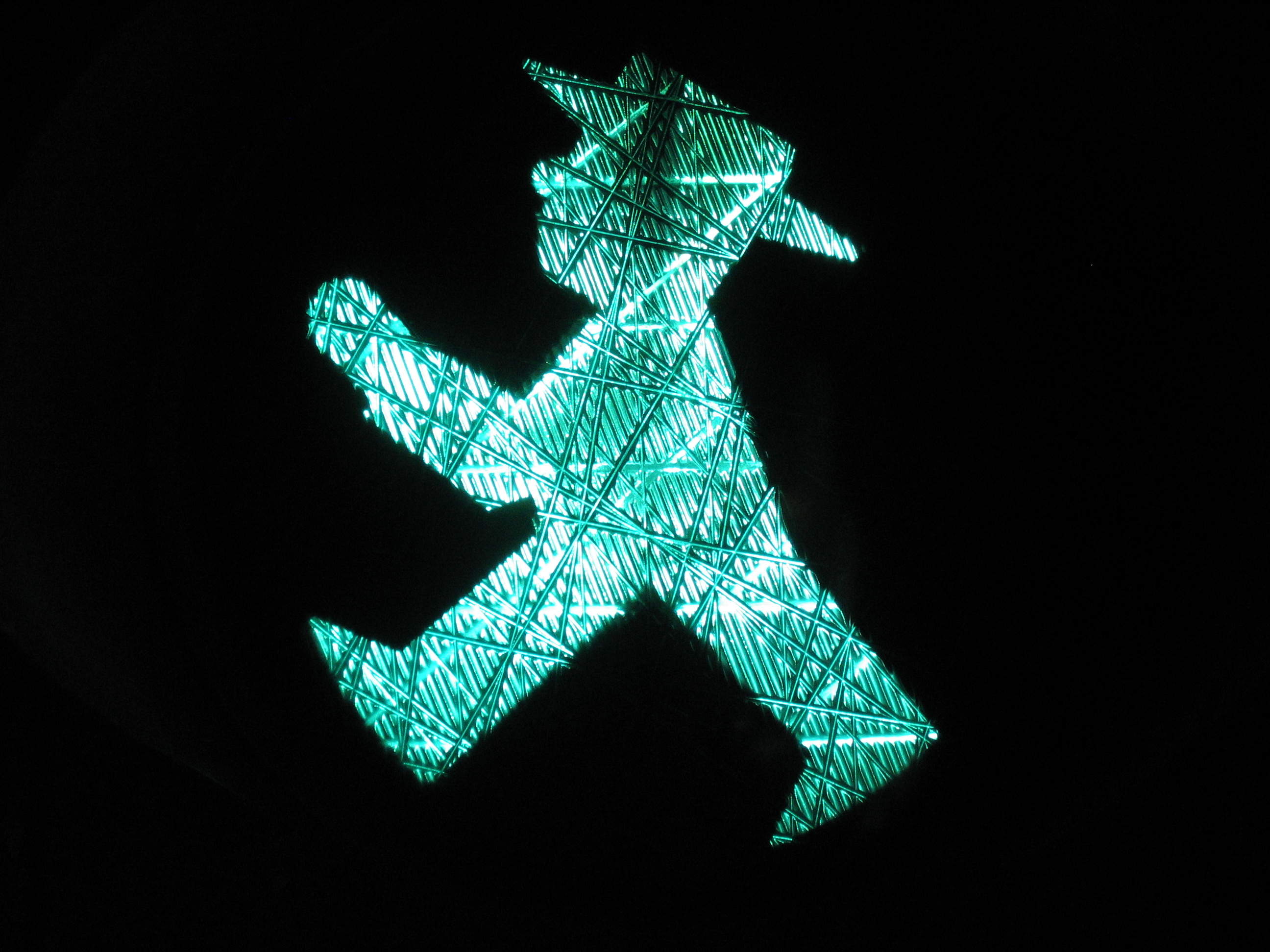
东部人行横道上的交通信号灯小人（Ampelmännchen），由身兼交通心理學學者及工程師的卡爾·佩格勞創造

东德情结（德语：Ostalgie，或译思东德 ）指的是对原德意志民主共和国（東德）生活中某些方面的怀念。Ostalgie来自德语中Ost（东）和Nostalgie（怀念）两词。东德情结一词因2003年的特色电影《再见列宁！》和当年的一系列东德相关影视作品而在大众中流行。

## 历史
东德情结是一个十分复杂的词，它不是简单的怀旧情绪。由于东德情结与冷战有关，因此最好在历史和当前西方社会影响的背景下研究这个词。通过这样做，该术语的含义变得更加清晰。
自二战结束到柏林墙倒塌，德国已经分裂超过35年，在两个地区之间形成了不同的身份。尽管他们有共同的语言和历史，但资本主义的西德和社会主义的东德在许多明显的政治、经济和文化方面存在差异。因此，它们各自的社会培养了每个地区独特的文化特性。这些先前存在的分歧随后在统一过程和之后暴露出来。

## 发展

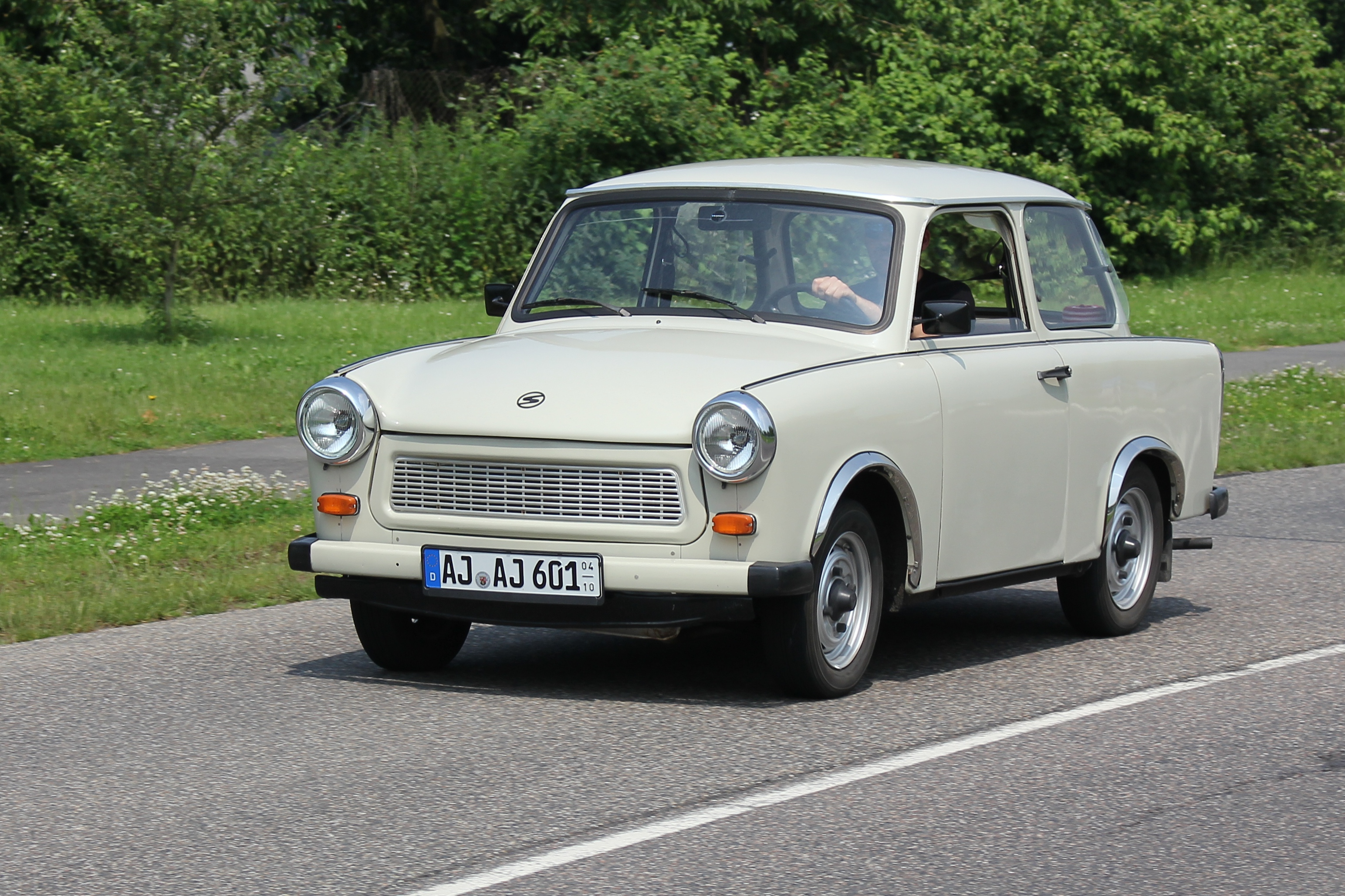
一些老式特拉贝特汽车仍在使用

1989年柏林墙倒塌、德国统一，东德的许多象征都被清除干净（比如共和国宫被拆除）。统一进程在前东德群众中引起了怨恨和怀旧情绪。他们感到这不是统一，而是类似于殖民接管。东德情结的一个特别关注点集中在失业上。官方上，东德不存在失业，但这种就业保障随着统一而消失。东德提供的社会保障是东德情结的一大重点。大规模的失业和缺失的社会保障成为重新塑造东德身份的关键。随后，许多人将东德视为一个稳定和关怀的环境，人们认为统一对他们不利，使他们沦为为二等公民。
两德统一对妇女提出了特别的挑战。对于在东德享受医疗保健和同工同酬的职业妇女来说尤其如此，许多东德时代的妇女在统一后面临着失业。大约有70%的东德妇女在1990年后失去了工作，女性家庭和消费主义的传统理想被重新援引。
在统一后，几乎所有东德品牌的产品都从商店中消失了，取而代之的是西方产品。然而一段时间后，许多东德人开始怀念他们以前生活的某些方面（如文化或知名品牌标志）。
除了对日常东德生活的怀旧、东德的高就业率和低贫困率以外，部分东德人怀念曾经社会制度以及和睦的社区氛围。德国著名杂志《明镜》曾询问前东德居民，东德好的一面是否比坏的一面多，57%的受访者回答是肯定的。采访的记者说：“东德居民没有自由旅行权”，一些德国人回应道：“现今低工资的工人也没有旅行的能力”。

## 现象
许多德国企业为满足东德情结的消费者制造了一些东德元素的商品，通常模仿东德时期的产品，例如过时的东德食品品牌、收录旧电视节目的DVD、特拉贝特汽车等。一些电影也着眼于东德的生活，例如1999年电影《太阳大道》、2003年电影《再见列宁》等。还有人开设博物馆再现东德时代的社会面貌，例如东德博物馆、查理检查哨博物馆等。